# Pelé's Soccer
Pelé's Soccer är ett fotbollsspel till Atari VCS,  utgivet 1980 och namngivet efter den brasilianske fotbollsspelaren Pelé.

## Handling
Varje lag har en anfallsspelare, två försvarsspelare och en målvakt på planen.

### Fotnoter
1. 1 2  ”Basic game overview”. Mobygames. http://www.mobygames.com/game/championship-soccer. Läst 4 maj 2014.
2. 1 2 3 4  ”Game information”. Gamefaqs. Arkiverad från originalet den 20 mars 2005. https://web.archive.org/web/20050320001657/http://www.gamefaqs.com/console/a2600/data/584955.html. Läst 4 maj 2014.